# Мале Райково
Мале Райково (рос. Малое Райково) — присілок у Кінгісеппському районі Ленінградської області Російської Федерації.
Населення становить 3 особи. Належить до муніципального утворення Нєжновське сільське поселення.

## Історія
Згідно із законом від 28 жовтня 2004 року № 81-оз належить до муніципального утворення Нєжновське сільське поселення.

## Населення
| 1838 | 1848 | 1857 | 1862 | 1882 | 1899 | 1997 |
| ---- | ---- | ---- | ---- | ---- | ---- | ---- |
| 48   | ↘45  | ↗49  | ↗54  | ↗56  | ↗66  | ↘4   |
| 2007 | 2010 | 2017 |      |      |      |      |
| ↗5   | ↘4   | ↘3   |      |      |      |      |